# گنبدی
بنای تاریخی گنبدی مربوط به دوره میانی دوران‌های تاریخی پس از اسلام دوره ایلخانی است و در شهرستان مروست، بخش مرکزی، بافت تاریخی شهر مروست واقع شده و این اثر در تاریخ ۲۲ آبان ۱۳۸۶ با شمارهٔ ثبت ۱۹۸۸۲ به‌عنوان یکی از آثار ملی ایران به ثبت رسیده است.